# Mont Zara
Le mont Zara est une montagne de l'Argolide dans le Péloponnèse en Grèce, culminant à 660 m et dominant le site de Mycènes.